# Điều kì diệu ở phòng giam số 7
Điều kì diệu ở phòng giam số 7 (tiếng Hàn: 7 번방 의 선물; RR: 7beonbangui Seonmul; lit. "Một món quà từ phòng giam số 7") là một bộ phim Hàn Quốc năm 2013 với sự tham gia của Ryu Seung-ryong, Kal So-won và Park Shin-hye. Bộ phim là một câu chuyện ấm áp dành cho gia đình, kể về một người đàn ông tâm thần không ổn định bị kết tội oan là sát nhân và phải ở tù, anh ta đã xây dựng tình bạn với những tên tội phạm vô cảm trong phòng giam của ông, và ngược lại họ giúp ông gặp lại con gái mình bằng cách lén lút đưa cô bé vào tù.. 
Tựa đề làm việc ban đầu của bộ phim là 23 tháng 12 (Tiếng Hàn: 12 월 23 일)

## Cốt truyện
Lee Yong-go là một người cha bị thiểu năng của một đứa trẻ sáu tuổi, sống trong một ngôi nhà xuống cấp cùng với con gái Ye-seung. Một ngày nọ, anh gặp rắc rối với một ủy viên cảnh sát, người vừa mới mua chiếc cặp hình thủy thủ mặt trăng cuối cùng cho con gái mình. Đó là món quà mà Yong-go đã cố tiết kiệm tiền để mua được cho Ye-seung. Ngay sau đó, con gái của ủy viên cảnh sát chết trong một tai nạn kỳ lạ, trong đó cô bé trượt trên băng và bị một đòn chí tử ở phía sau đầu trong khi cô đang đưa Yong-go đi đến một cửa hàng khác bán chiếc ba lô tương tự. Khi anh đang cố gắng cứu cô bé, một người phụ nữ chứng kiến và hiểu lầm anh đang quấy rối cô bé. Yong-go bị cáo buộc oan về việc bắt cóc, giết người và hãm hiếp trẻ vị thành niên. Cảnh sát nhanh chóng lợi dụng tinh trạng khuyết tật của anh và buộc anh phải thừa nhận tội ác, trong khi bỏ qua bằng chứng miễn tội cho anh. Yong-go bị giam giữ và chuyển vào phòng giam số 7, phòng giam khắc nghiệt nhất trong một nhà tù an ninh tối đa.
Lúc đầu, những người đàn ông khác trong phòng giam, do So Yang-ho lãnh đạo, đã đối xử tệ với Yong-go sau khi đọc trong hồ sơ của anh vì nghĩ rằng anh đã sát hại và quấy rối một đứa trẻ. Tuy nhiên, khi Yong-go cứu Yang-ho khỏi cuộc tấn công bởi một băng nhóm đối thủ, Yang-ho trả ơn bằng cách lén gửi Ye-seung vào phòng giam số 7. Các tù nhân số 7 từ từ kết bạn với Yong-go và tin rằng rằng anh ta là một người đàn ông tốt, chỉ là anh đã ở sai chỗ và sai thời điểm. Họ giúp Yong-go luyện tập cho phiên tòa của anh. Cuối cùng ngay cả người đứng đầu nhà tù, Jang Min-hwan, người ban đầu rất khắc nghiệt với Yong-go cũng dịu đi khi sau khi được Yong-go cứu thoát khỏi một trận hỏa hoạn, nhận ra rằng Yong-go chỉ đơn thuần là bị dồn ép phải nhận tội. Anh ta nhận chăm sóc cho Ye-seung và cho phép cô ấy đến thăm cha cô mỗi buổi chiều.
Tuy nhiên, ủy viên cảnh sát đe dọa Yong-go rằng Ye-seung sẽ không được an toàn nếu anh không thú nhận "tội lỗi" của mình trong phiên tòa và nhận án tử hình. Cuối cùng anh ta đã hy sinh bản thân, lãnh án tử hình vào ngày 23 tháng 12, trùng vào ngày sinh nhật của Ye-seung. Trước ngày đó, những người bạn trong tù của Yong-go đã làm một khinh khí cầu để Yong-go và Ye-seung có thể ngắm cảnh hoàng hôn cùng nhau lần cuối cùng.
Nhiều năm sau khi án tử của Yong-go được thực hiện, Ye-seung,người được Min-hwan nhận nuôi, đã trở thành một luật sư. Cô tập hợp những người bạn cũ ở trong tù của cha mình, tất cả những người đó đã được thả, để làm chứng cho cuộc tái thẩm cuối cùng. Cuộc tái thẩm đó thành công và Yong-go được xóa tội. Sau đó cô đến thăm phòng giam số 7 và hồi tưởng về chuyến đi trên khinh khí cầu của họ.

## Diễn viên
- Ryu Seung-ryong vai Lee Yong-gu
- Kal So-won vai Ye-sung (Con)
- Park Shin-hye vai Ye-sung (Người lớn)
- Oh Dal-su vai So Yang-ho
- Jung Jin-young vai Jang Min-hwan
- Park Won-sang vai Choi Chun-ho
- Kim Jung-tae vai Kang Man-beom
- Jung Man-sik vai Shin Bong-shik
- Kim Ki-cheon vai ông già Da-do

## Doanh thu phòng vé
Bộ phim đã thu hút 4,6 triệu người (tương đương hơn 30 triệu đô la Mỹ) trong hai tuần đầu tiên do sức mạnh của truyền miệng. 
Bất chấp việc công chiếu của The Berlin File, bộ phim đã thu hút thêm 15% khán giả vào tuần thứ ba công chiếu, với đặt chỗ 75,8%. 32 ngày sau khi công chiếu, nó đã trở thành bộ phim thứ tám trong lịch sử điện ảnh Hàn Quốc phá vỡ mốc 10 triệu trong doanh số bán vé. Điều này đặc biệt đáng chú ý vì Miracle in Cell No. 7 không có ngôi sao lớn và ngân sách khiêm tốn với 1,7 triệu lượt truy cập, khiến lợi nhuận cuối cùng cao nhất trong số các phim đạt 10 triệu.
Bộ phim đã vượt quá 12 triệu người xem sau 46 ngày công chiếu. Vào ngày 15 tháng 3 năm 2013, 52 ngày sau khi công chiếu, doanh số bán vé đạt 12,32 triệu, khiến nó trở thành bộ phim Hàn Quốc có doanh thu cao thứ năm mọi thời đại.
Các nhà phân tích cho rằng trong số những lý do cho sự thành công của nó là kỳ nghỉ Tết âm lịch và các gia đình sẽ xem phim theo nhóm. Bộ phim được chứng minh là đặc biệt phổ biến trong số những người Hàn Quốc ở độ tuổi trung niên và cao tuổi.

## Giải thưởng và đề cử
| Giải thưởng                                              | Hạng mục                                         | Ứng cử viên                                    | Kết quả   |
| -------------------------------------------------------- | ------------------------------------------------ | ---------------------------------------------- | --------- |
| Giải thưởng nghệ thuật Beaksang lần thứ 49               | Bộ phim hay nhất                                 | Điều kỳ diệu ở phòng giam số 7                 | Đề cử     |
| Giải thưởng nghệ thuật Beaksang lần thứ 49               | Nam diễn viên xuất sắc nhất                      | Ryu Seung-ryong                                | Đề cử     |
| Giải thưởng nghệ thuật Beaksang lần thứ 49               | Nam diễn viên phụ xuất sắc nhất                  | Oh Dal-su                                      | Đề cử     |
| Giải thưởng nghệ thuật Beaksang lần thứ 49               | Nữ diễn viên phụ xuất sắc nhất                   | Park Shin-hye                                  | Đề cử     |
| Giải thưởng nghệ thuật Beaksang lần thứ 49               | Nữ diễn viên mới xuất sắc nhất                   | Kal So-won                                     | Đề cử     |
| Giải thưởng nghệ thuật Beaksang lần thứ 49               | Kịch bản xuất sắc nhất                           | Lee Hwan-kyung, Kim Hwang-sung, Kim Young-seok | Đề cử     |
| Giải thưởng nghệ thuật Beaksang lần thứ 49               | Bộ phim danh giá nhất                            | Ryu Seung-ryong                                | Đoạt giải |
| Giải thưởng nghệ thuật Beaksang lần thứ 49               | Nữ diễn viên được yêu thích nhất                 | Park Shin-hye                                  | Đoạt giải |
| Giải Bình chọn Mnet 20's lần thứ 7                       | Ngôi sao điện ảnh 20's - nam                     | Ryu Seung-ryong                                | Đoạt giải |
| Giải Bình chọn Mnet 20's lần thứ 7                       | Ngôi sao điện ảnh 20's - nữ                      | Park Shin-hye                                  | Đề cử     |
| Giải Điện ảnh lần thứ 22                                 | Nữ diễn viên mới xuất sắc nhất                   | Kal So-won                                     | Đề cử     |
| Giải Đại Chung lần thứ 50                                | Nam diễn viên xuất sắc nhất                      | Ryu Seung-ryong                                | Đoạt giải |
| Giải Đại Chung lần thứ 50                                | Kịch bản xuất sắc nhất                           | Lee Hwan-kyung                                 | Đoạt giải |
| Giải Đại Chung lần thứ 50                                | Đội ngũ xuất sắc nhất                            | Lee Hwan-kyung, Kim Min-ki, Kim Min-guk        | Đoạt giải |
| Giải Đại Chung lần thứ 50                                | Giải thưởng do ban giám khảo bình chọn           | Kal So-won                                     | Đoạt giải |
| Giải Đại Chung lần thứ 50                                | Đạo diễn xuất sắc nhất                           | Lee Hwan-kyung                                 | Đề cử     |
| Giải Đại Chung lần thứ 50                                | Nữ diễn viên xuất sắc nhất                       | Kal So-won                                     | Đề cử     |
| Giải Đại Chung lần thứ 50                                | Nam diễn viên phụ xuất sắc nhất                  | Oh Dal-su                                      | Đề cử     |
| Giải Đại Chung lần thứ 50                                | Nữ diễn viên mới xuất sắc nhất                   | Kal So-won                                     | Đề cử     |
| Giải Đại Chung lần thứ 50                                | Kĩ thuật xuất sắc nhất                           | Kang Seung-gi                                  | Đề cử     |
| Giải Đại Chung lần thứ 50                                | Biên tập xuất sắc nhất                           | Choi Jae-geun, Kim So-yeon                     | Đề cử     |
| Giải Đại Chung lần thứ 50                                | Chỉ đạo nghệ thuật xuất sắc nhất                 | Lee Hoo-gyoung                                 | Đề cử     |
| Giải Đại Chung lần thứ 50                                | Đạo diễn ánh sáng xuất sắc nhất                  | Kang Sung-hoon                                 | Đề cử     |
| Giải Đại Chung lần thứ 50                                | Thiết kế trang phục xuất sắc nhất                | Kim Na-yeon                                    | Đề cử     |
| Giải Đại Chung lần thứ 50                                | Nhạc phim xuất sắc nhát                          | Lee Dong-jun                                   | Đề cử     |
| Giải Điện ảnh Rồng Xanh lần thứ 34                       | Bộ phim được yêu thích nhất                      | Miracle in Cell No. 7                          | Đoạt giải |
| Giải Điện ảnh Rồng Xanh lần thứ 34                       | Nam diễn viên xuất sắc nhất                      | Ryu Seung-ryong                                | Đề cử     |
| Giải Điện ảnh Rồng Xanh lần thứ 34                       | Kịch bản xuất sắc nhất                           | Lee Hwan-kyung                                 | Đề cử     |
| Giải Điện ảnh Rồng Xanh lần thứ 34                       | Nhạc phim xuất sắc nhất                          | Lee Dong-jun                                   | Đề cử     |
| Giải thưởng Văn hóa và Nghệ thuật Hàn Quốc lần thứ 21    | Giải thưởng danh giá                             | Ryu Seung-ryong                                | Đoạt giải |
| Giải thưởng Văn hóa và Nghệ thuật Hàn Quốc lần thứ 21    | Giải thưởng danh giá Nam diễn viên xuất sắc nhất | Oh Dal-su                                      | Đoạt giải |
| Lên hoan phim vàng lần thứ 34 năm 2014                   | Nam diễn viên phụ xuất sắc nhất                  | Oh Dal-su                                      | Đoạt giải |
| Giải phê bình phim của Hội đồng phim Hàn Quốc lần thứ 33 | Nữ diễn viên phụ xuất sắc nhất                   | Park Shin-hye                                  | Đoạt giải |

## Phiên bản làm lại
Bộ phim đã được chuyển thể thành phim Kannada vào năm 2017 dưới tựa đề Pushpaka Vimana. Kross Pictures đã hợp tác với hãng phim Ấn Độ để làm lại bộ phim bằng tiếng Hindi và sẽ được đạo diễn bởi Umesh Shukla